# Raión de Novorosíisk
El raión de Novorosíisk (del ruso: Новороссийский район (Новороссийск)) es un distrito interno de la unidad municipal de la ciudad de Novorosíisk del krai de Krasnodar, en Rusia. Ocupa la parte noroeste y oeste de la unidad municipal, más allá de los límites urbanos de Novorosíisk. Su administración central se halla en el barrio Tsemdolina, en el distrito Primorski de la ciudad. Tenía 47 602 habitantes en 2010 Su jefe de gobierno ese año era Vasili Ivánovich Chumak.

## Historia
El raión fue establecido en 2005 como resultado de la reforma administrativa que creó la unidad municipal.

## División administrativa
- Municipio rural Abráu-Diursó: Abráu-Diursó, Bolshiye Jutorá, Diursó, Kamchatka, Lesníchestvo Abráu-Diursó y Sévernaya Ozeréyevka. 5 498 habitantes en 2010.
- Municipio rural Verjnebakanski: Verjnebakanski y Gorni. 7 172 habitantes en 2010.
- Municipio rural Gaidukski: Gaiduk. 7 484 habitantes en 2010
- Municipio rural Mysjakski: Mysjako, Fedótovka y Shirókaya Balka. 8 230 habitantes en 2010.
- Municipio rural Natujáyevski: Natujáyevskaya, Léninski Put y Semigorski. 8 942 habitantes en 2010.
- Municipio rural Rayevski: Rayévskaya y Pobeda. 10 276 habitantes en 2010.